# Referendum o Zakonu o dodatku k pokojnini za izjemne dosežke
Referendum o Zakonu o dodatku k pokojnini za izjemne dosežke je zakonodajni referendum zavrnitvenega tipa, ki je potekal v nedeljo, 11. maja 2025. Predlagani Zakon o dodatku je bil na referendumu z 92,56 % vseh glasov ter skupno 439.416 glasovi zavrnjen.

## Ozadje

### Razpis referenduma
Državni zbor je zakon sprejel na redni seji, konec decembra 2024, nakar je 23. decembra Državni svet z 22 glasovi za in 4 proti izglasoval odložilni veto. 30. januarja 2025 je sledilo vnovično glasovanje v DZ, na katerem je bil zakon z 51 glasovi za znova sprejet, zaradi česar so v SDS napovedali zakonodajni referendum. Na Ministrstvo za kulturo so bili do pobude kritični, saj da naj bi stroški referenduma ustvarili za 70 let dodatkov k pokojninam.
Slovenska demokratska stranka je z zbiranjem podpisov začela 20. februarja in zaključila 19. marca 2025. Zbiranje podpisov so javno podprle tudi stranke Nova Slovenija, SNS in Glas upokojencev. Organizatorji so zbrali skupno 47.584 podpisov za razpis referenduma, ki jih je SDS v Državni zbor vložila 31. marca 2025.

## Volilna udeležba
Volilna udeležba
| Dan                            | Št. volivcev | % volilnih upravičencev | Vir    |
| ------------------------------ | ------------ | ----------------------- | ------ |
| Predčasno glasovanje – torek   | 6.642        | 0,39 %                  | [ 11 ] |
| Predčasno glasovanje – sreda   | 9.171        | 0,54 %                  | [ 12 ] |
| Predčasno glasovanje – četrtek | 7.279        | 0,43 %                  | [ 13 ] |
| Predčasno glasovanje – skupno  | 23.102       | 1,36 %                  | [ 13 ] |

| Ura                                                                       | Št. volivcev | % volilnih upravičencev | Vir    |
| ------------------------------------------------------------------------- | ------------ | ----------------------- | ------ |
| Nedelja – do 11.00 (v podatke niso všteti podatki predčasnega glasovanja) | 138.802      | 8,20 %                  | [ 14 ] |
| Nedelja – do 16.00 (v podatke niso všteti podatki predčasnega glasovanja) | 299.949      | 17,72 %                 | [ 15 ] |
| Nedelja – do 16.00 – skupno                                               | 323.051      | 19,08 %                 | [ 15 ] |
| Končna uradna volilna udeležba                                            | 439.434      | 25,96 %                 | [ 16 ] |

## Referendumska kampanja

### Podporniki
Prijavljeni kot organizatorji:
Politične stranke: Gibanje Svoboda, SD, Levica, Pirati.
Pravne osebe: Društvo Asociacija.

### Nasprotniki
Prijavljeni kot organizatorji:
Politične stranke: SDS, Nova Slovenija, Glas upokojencev, SLS, Nova socialdemokracija, Zeleni Slovenije, Fokus.

### Javnomnenjske raziskave
| Datum           | Izvajalec         | Vzorec | ZA   | PROTI | Razlika | Ne vem | Ne povem | Ne bi volil | Sklic  |
| 25. - 28. april | Valicon Siol.net  | 725    | 23,4 | 53,0  | +29,6   | 23,6   | /        | /           | [ 18 ] |
| 22. - 24. april | Mediana POP TV    | 725    | 26,2 | 49,3  | +23,1   | 20,0   | 4,5      | /           | [ 19 ] |
| 7. - 10. april  | Parsifal Nova24TV | 830    | 26,2 | 51,3  | +25,1   | 22,5   | 22,5     | /           | [ 20 ] |
| 1. - 10. april  | IJEK Utrip družbe | 654    | 22,3 | 27,0  | +4,7    | 10,7   | /        | 40,0        | [ 21 ] |
| 10. - 12. marec | Ninamedia Dnevnik | 700    | 36,3 | 55,6  | +19,3   | 8,1    | 8,1      | /           | [ 22 ] |

### Predvolilne oddaje
| Datum             | Čas   | Medij          | Program               | Voditelj                    | Naslov                                                                             | Gosti | Gosti | Vir    |
| Datum             | Čas   | Medij          | Program               | Voditelj                    | Naslov                                                                             | Zagovorniki | Nasprotniki | Vir    |
| ----------------- | ----- | -------------- | --------------------- | --------------------------- | ---------------------------------------------------------------------------------- | --- | --- | ------ |
| Četrtek 8. maj    | 20.40 | Nova Hiša      | Nova24TV              | Aleksander Rant             | Referendumsko soočenje                                                             | / | Zvone Černač (SDS) Iva Dimic (NSi) Pavel Rupar (GU) Tina Bregant (SLS) Marko Lotrič (Fokus)                      | [ 23 ] |
| Četrtek 8. maj    | 20.00 | RTV Slovenija  | TV SLO 1              | Tanja Starič                | Referendum o zakonu o dodatku k pokojnini za izjemne dosežke na področju umetnosti | Polona Torkar (Asociacija) Sara Žibrat (Svoboda) Dejan Prešiček (SD) Milan Jakopovič (Levica) Igor Brlek (Pirati)    | Andrej Hoivik (SDS) Iva Dimic (NSi) Pavel Rupar (GU) Tina Bregant (SLS) Andrej Magajna (NS) Nejc Škof (Zeleni)   | [ 24 ] |
| Sreda 7. maj      | 22.30 | Pro Plus       | POP TV                | Uroš Slak                   | 24UR Zvečer: 2. soočenje                                                           | Matej Arčon (Svoboda) Asta Vrečko (Levica)                                                                           | Zvone Černač (SDS) Iva Dimic (NSi)                                                                               | [ 25 ] |
| Sreda 7. maj      | 17.00 | RTV Slovenija  | Radio Prvi            | Nataša Mulec Robert Škrjanc | Studio ob 17h: Referendumsko soočenje o pokojninah kulturnikov                     | Polona Torkar (Asociacija) Dean Premik (Svoboda) Dejan Prešiček (SD) Marko Rusjan (Levica) Jasmin Feratović (Pirati) | Andrej Hoivik (SDS) Iva Dimic (NSi) Alenka Orel (GU) Tina Bregant (SLS) Andrej Magajna (NS) Mirko Stopar (Fokus) | [ 26 ] |
| Sreda 7. maj      | 17.00 | Radio Ognjišče | Radio Ognjišče        | Tanja Dominko               | Pogovor o: Pred referendumsko nedeljo                                              | / | Alenka Jeraj (SDS) Iva Dimic (NSi)                                                                               | [ 27 ] |
| Torek 6. maj      | 6.00  | N1 Slovenija   | platforme za podkaste | Miha Orešnik                | N1 Studio: Referendumsko soočenje                                                  | Asta Vrečko (Levica)                                                                                                 | Andrej Hoivik (SDS)                                                                                              | [ 28 ] |
| Ponedeljek 5. maj | 18.00 | Pro Plus       | Kanal A               | Adi Omerović                | SVET: Referendumsko soočenje                                                       | Asta Vrečko (Levica)                                                                                                 | Alenka Jeraj (SDS)                                                                                               | [ 29 ] |
| Torek 29. april   | 23.05 | Pro Plus       | POP TV                | Uroš Slak                   | 24UR Zvečer: 1. soočenje                                                           | Asta Vrečko (Levica)                                                                                                 | Zvone Černač (SDS)                                                                                               | [ 30 ] |
| Torek 22. april   | 6.00  | Siol.net       | platforme za podkaste | Gašper Lubej                | Spotkast: Referendumsko soočenje                                                   | Asta Vrečko (Levica)                                                                                                 | Andrej Hoivik (SDS)                                                                                              | [ 31 ] |